# Цой, Сергей Бонхович
Сергей Бонхович Цой (1913 год, деревня Попова Гора, Раздольнинская волость, Никольск-Уссурийский уезд, Приморская область, Российская империя — 7 апреля 1985 года, Янгиюль, Ташкентская область) — звеньевой колхоза «Новая жизнь» Нижне-Чирчикского района Ташкентской области, Узбекская ССР. Герой Социалистического Труда (1951).

## Биография
Родился в 1913 году в крестьянской семье в деревне Попова Гора Никольск-Уссурийского уезда.
В 1928 году окончил пять классов. С 1930 года трудился табельщиком Дальневосточного рыбтреста, позднее — учётчиком, приёмщиком крабоконсервного завода. С 1934 года — счетовод Дальневосточного госрыбтреста.
В 1937 году депортирован на спецпоселение в Ташкентскую область Узбекской ССР.
С 1937 года — старший счетовод Янги-Юльского райпотребсоюза Ташкентской области. После окончания в 1938 году автошколы трудился шофёром в колхозе имени Ленина Янги-Юльского района (1938—1940), шофёром имени Будённого Нижне-Чирчикского района (1940—1946).
С 1946 года — шофёр, заведующий гаражом, звеньевой полеводческого звена колхоза «Новая жизнь» Нижне-Чирчикского района. В 1950 году вступил в ВКП(б).
В 1950 году полеводческое звено под руководством Сергея Цоя собрало в среднем с каждого гектара по 95,9 центнеров зеленцового стебля кенафа на участке площадью 7 гектаров. Указом Президиума Верховного Совета СССР от 15 октября 1951 года удостоен звания Героя Социалистического Труда «за получение в 1950 году высоких урожаев зеленцового стебля кенафа на поливных землях при выполнении колхозами обязательных поставок и контрактации сельскохозяйственной продукции, натуроплаты за работу МТС и обеспеченности семенами всех культур для весеннего сева 1951 года» с вручением ордена Ленина и золотой медали «Серп и Молот».
С 1951 года — звеньевой, заведующий гаражом в колхозе имени Молотова Нижне-Чирчикского района. В последующие годы: шофёр, бригадир совхоза «Велико-Алексеевский» Пахтааральского района Южно-Казахстанской области Казахской ССР (1956—1960), рабочий подсобного хозяйства неполной средней школы имени Куйбышева Пахтааральского района (1960—1961), бригадир овощеводческой бригады совхоза имени XXII партсъезда Кировского района Южно-Казахстанской области (1961—1962), шофёр автобазы № 124 Нижне-Чирчикского района (1962—1963), бригадир рисоводческой бригады совхоза имени Свердлова Пахтааральского района (1963—1966), водный объездчик, управляющий отделением, бригадир совхоза «Андижан» Мирзачульского района Сырдарьинской области Узбекской ССР (1966—1972).
С 1973 года до выхода на пенсию трудился разнорабочим совхоза «Мартовский» Чугуевского района Харьковской области.
Персональный пенсионер союзного значения. В последние годы своей жизни проживал в селе Янгиюль Ташкентской области.
Скончался в апреле 1985 года.
Награды
- Герой Социалистического Труда
- Орден Ленина (1951)
- Медаль «За доблестный труд в Великой Отечественной войне 1941—1945 гг.»
- Медаль «В ознаменование 100-летия со дня рождения Владимира Ильича Ленина» (1970)